# Lysiphlebus testaceipes

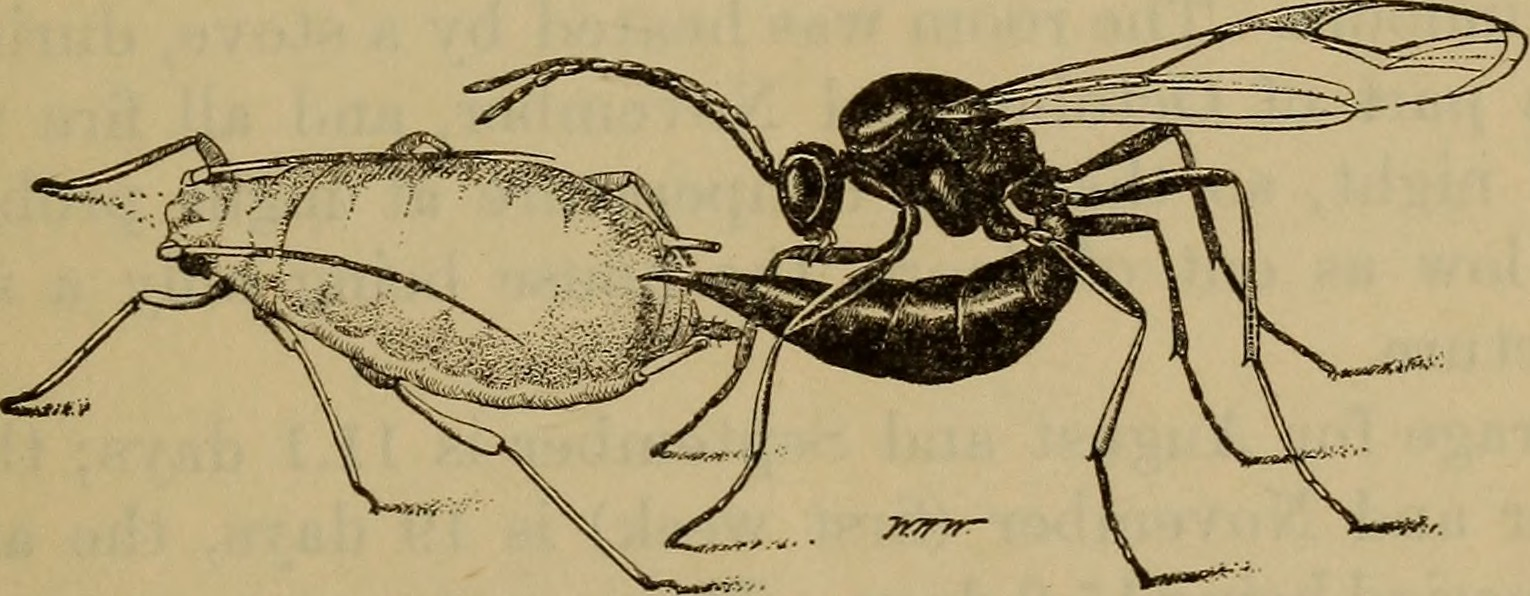
Lysephlebus testaceipes depositando un huevo en un pulgón.

Lysiphlebus testaceipes es una pequeña avispilla de la familia Braconidae, parásita de diversos pulgones que afectan a distintas especies vegetales agrícolas entre los que destacan Aphis gossypii, Myzus persicae, Aphis fabae, Rophalosiphum padi y Toxoptera aurantii..
La larva se desarrolla dentro de un pulgón causándole la muerte finalmente. Tiene varias generaciones al año. Pasa el invierno como larva o pupa dentro de su huésped. Emerge en primavera y comienza a infectar pulgones. Los adultos tienen unos 3 mm de longitud. Prefieren parasitar hembras adultas pero no son específicos de este estadio.
Su distribución original es desde el sur de Estados Unidos hasta Sudamérica. Ha sido introducido intencionalmente en Europa como control biológico.
Es usado comercialmente como control biológico.